# 亞當斯維爾 (特拉華州)
亞當斯維爾（英語：Adamsville）是位於美國特拉華州肯特縣的一個非建制地區。該地的面積和人口皆未知。

## 地理
亞當斯維爾的座標為38°49′53″N 75°41′21″W / 38.83139°N 75.68917°W，而該地的平均海拔高度為36米（即118英尺）。